# Guerra de Bosnia
La guerra de Bosnia fue un conflicto internacional que se desarrolló en la actual Bosnia y Herzegovina del 6 de abril de 1992 al 14 de diciembre de 1995. Fue causada por una compleja combinación de factores políticos y religiosos: exaltación nacionalista, crisis políticas, sociales y de seguridad que siguieron al final de la Guerra Fría y la caída del comunismo en la antigua Yugoslavia, y está enmarcada en el conflicto de las guerras yugoslavas.
Al desintegrarse Yugoslavia en 1991, con la independencia de Croacia y Eslovenia, los líderes nacionalistas serbobosnios como Radovan Karadžić y serbios como Slobodan Milošević se marcan como objetivo principal que todos los serbios —diseminados por las distintas repúblicas que componían Yugoslavia— vivan en un mismo país. En febrero de 1992, el pueblo de Bosnia-Herzegovina decide en referéndum su independencia de la República Federal Socialista de Yugoslavia, en una votación boicoteada por los serbobosnios. La sección del Ejército Popular Yugoslavo en Bosnia-Herzegovina fiel al nuevo estado se organizó en el Ejército de la República Bosnia-Herzegovina (ARBiH), mientras los serbios formaron el Ejército de la República Srpska (VRS). En un principio los serbios ocuparon el 70 % del territorio de Bosnia-Herzegovina, pero al unir sus fuerzas el Consejo Croata de Defensa y el ARBiH la guerra tomó otro rumbo y las fuerzas serbias fueron derrotadas en la Batalla de Bosnia Occidental. La participación de la OTAN, durante 1995 contra las posiciones del VRS internacionalizó el conflicto, pero solo en sus etapas finales. La alianza bosnio-croata ocupó un 51 % del territorio de Bosnia-Herzegovina y llegó hasta las puertas de Bania Luka. Al ver peligrar su capital de facto los líderes serbios firmaron el armisticio y la guerra terminó oficialmente con la firma de los Acuerdos de Dayton en París el 14 de diciembre de 1995.
La guerra duró poco más de tres años y causó cerca de 100 000 víctimas entre civiles y militares y 1,8 millones de desplazados, según informes recientes. De las 97 207 víctimas totales documentadas, el 65 % fueron bosnios musulmanes y el 25 % serbios. Dentro de las víctimas civiles, el 83 % correspondió a bosnios.

## Disolución de Yugoslavia
La guerra en Bosnia-Herzegovina está relacionada con la disolución de Yugoslavia. La crisis apareció en Yugoslavia con el debilitamiento del sistema comunista, que a su vez fue parte de cambios mayores que ocurrieron en el mundo tras el final de la Guerra Fría. En el caso yugoslavo, el Partido Comunista de Yugoslavia estaba perdiendo su potencia ideológica bajo el predomino de ideologías nacionalistas y separatistas hacia finales de 1988 e inicios de 1989. Este cambio se notaba principalmente en Serbia y Croacia, algo menos en Bosnia-Herzegovina, y aún menos en Eslovenia y Macedonia.
Este proceso aceleró el ingreso de Slobodan Milošević en la escena política de Serbia; un hombre que empezó su carrera política como respuesta al despertar de ideologías nacionalistas y se posicionó como líder moral de los serbios en Kosovo en 1989. Los objetivos políticos de Milošević eran consolidar su propio poder y lograr la dominación de la Federación Yugoslava, incluyendo la dominación de Serbia que era la república más poblada de la federación, por lo que se cimentaría un firme control de las políticas serbias.
Para alcanzar estos objetivos, Milošević planeó varios procesos que llevaron a la instalación de su gabinete político principalmente en Vojvodina y Montenegro. La crisis en Yugoslavia se profundizó tras la caída del gobierno de Kosovo que tenía una mayoría albanesa. Continuando estos procesos, Milosevic tomó el control de casi la mitad de Yugoslavia y con votos adicionales influenció fácilmente las decisiones del Gobierno federal. Esta situación hizo reaccionar a las otras repúblicas, empezando por Eslovenia.
En el 14.º Congreso del Partido Comunista, llevado a cabo el 20 de enero de 1990, Milošević aplicó su dominio por primera vez, obstruyendo varias enmiendas constitucionales que la delegación eslovena propuso en un intento para restablecer el balance del poder en la Federación. El Congreso terminó con las delegaciones eslovenas y croatas abandonando la reunión, lo que podría considerarse como el inicio de la disolución de Yugoslavia.
La crisis se agudizó cuando elementos nacionalistas tomaron el poder para ir en contra de las políticas de Milošević, entre ellos, el croata Franjo Tudjman fue el más prominente. Eslovenia y Croacia iniciaron poco después el proceso que llevó a su independencia, lo que causó un conflicto armado. Este fue especialmente intenso en Croacia, que tenía una sustancial población serbia.

## Situación preguerra en Bosnia-Herzegovina
Bosnia y Herzegovina ha sido históricamente un Estado multiétnico. Según el censo de 1991, Bosnia-Herzegovina tenía una población de 4 354 911 habitantes, divididos así:
- Bosnios, 43.7 %
- Serbios, 31.3 %
- Croatas, 17.3 %
- Yugoslavos, 5.5 % (se consideran a sí mismos como yugoslavos; en la ex Yugoslavia la población que se declaraba a sí misma como yugoslava apenas alcanzaba un 1 %).

Hay una fuerte correlación entre la identidad étnica y la religión:
- 90 % de los bosnios son musulmanes
- 93 % de los serbios de Bosnia son cristianos ortodoxos
- 88 % de los croatas de Bosnia son católicos

En las primeras elecciones multipartidistas que tuvieron lugar en noviembre de 1990 en Bosnia y Herzegovina, vencieron los tres mayores partidos étnicos en el país: el Partido de Acción Democrática bosnio, el Partido Democrático Serbio y la Unión Democrática Croata.
Las partes dividieron el poder entre las distintas etnias: mientras que el presidente del Gobierno de la República Socialista de Bosnia y Herzegovina era un bosnio, el presidente del Parlamento era un serbio de Bosnia y el primer ministro un croata.
Posteriormente trascendió que serbios y croatas, mediante un pacto secreto, el Acuerdo de Karađorđevo, habían llegado a un acuerdo para el reparto de Bosnia, sin contar con la mayoría bosníaca.

### Creación de la república serbia de Bosnia y Herzegovina
Los miembros serbios del parlamento, que consistían principalmente en los del Partido Democrático Serbio, así como otros representantes de los partidos que formaban la Asamblea Independiente de Miembros del Parlamento, abandonaron el Parlamento central de Sarajevo y formaron la Asamblea del pueblo serbio de Bosnia y Herzegovina el 24 de octubre de 1991, que marcó el final de la triétnica coalición que regía después de las elecciones de 1990. Esta asamblea estableció la república serbia de Bosnia y Herzegovina, el 9 de enero de 1992, que se convirtió en República Srpska en agosto de 1992. El objetivo oficial de este acto, que se afirma en el texto original de la Constitución de la República Srpska y que sería modificada posteriormente, era preservar la Federación Yugoslava.

### Creación de la comunidad croata de Herzeg-Bosnia
Durante las guerras yugoslavas, los objetivos de los nacionalistas de Croacia fueron compartidos por los nacionalistas croatas de Bosnia y Herzegovina. El gobierno de la República de Croacia, mediante el partido político nacionalista procroata Unión Democrática Croata (HDZ); organizaba y controlaba la rama del partido en Bosnia y Herzegovina. A finales de 1991, los elementos más extremos del partido, bajo la dirección de Mate Boban, Dario Kordić, Jadranko Prlic, Ignac Koštroman y dirigentes locales como Anto Valenta, y con el apoyo de Franjo Tuđman y Gojko Šušak, habían tomado el control efectivo del partido. El 18 de noviembre de 1991, la rama del partido en Bosnia y Herzegovina, proclamó la existencia de la Comunidad Croata de Herzeg-Bosnia, como una separación «política, cultural, económica y territorial» en el territorio de Bosnia y Herzegovina.

### Referéndum sobre la independencia de Bosnia y Herzegovina
Después de que Eslovenia y Croacia declararon, en 1991, su independencia de la República Federativa Socialista de Yugoslavia, Bosnia y Herzegovina organizó también un referéndum sobre su independencia. La decisión del Parlamento de la República Socialista de Bosnia y Herzegovina de la celebración del referéndum fue tomada después de que la mayoría de miembros serbios habían abandonado la asamblea parlamentaria en señal de protesta.
Estos serbios de Bosnia, miembros de la asamblea, invitaron a la población serbia a boicotear el Referéndum celebrado el 29 de febrero y el 1 de marzo de 1992. La participación en el referéndum fue del 67 % y el resultado fue del 99.43 % a favor de la independencia. La independencia fue así declarada el 5 de marzo de 1992 por el Parlamento. El referéndum en sí mismo y el asesinato de un serbio en una boda el día antes del referéndum fueron utilizados por los líderes políticos serbios como una razón para iniciar bloqueos de carreteras en señal de protesta.

### Embargo de armas
El 25 de septiembre de 1991 el Consejo de Seguridad de las Naciones Unidas aprobó la Resolución CSNU 713, que imponía un embargo de armas en toda la antigua Yugoslavia. El bloqueo perjudica al Ejército de la República de Bosnia y Herzegovina, principalmente porque Serbia heredó la mayor parte del arsenal del antiguo Ejército Popular Yugoslavo y el Ejército croata podía conseguir armas de contrabando a través de su costa. Más del 55 % de las armerías y cuarteles de la ex Yugoslavia se encontraban en Bosnia debido a su terreno montañoso, en previsión de una guerra de guerrillas, pero muchas de esas fábricas estaban bajo control serbio (como la fábrica Unis Pretis, en Vogošća), y otras quedaron inoperantes debido a la falta de electricidad y materias primas. El Gobierno bosnio presionó para que se levantara el embargo, pero el Reino Unido, Francia y Rusia se opusieron. El Congreso de los EE. UU. aprobó dos resoluciones pidiendo la anulación del embargo, pero ambas fueron vetadas por el presidente Bill Clinton por temor a la creación de una fisura entre los EE. UU. y los países antes mencionados. Sin embargo, los Estados Unidos realizaron varias operaciones incluyendo grupos islamistas para suministrar armas a las fuerzas del Gobierno de Bosnia a través de Croacia.

## La guerra

### Información general

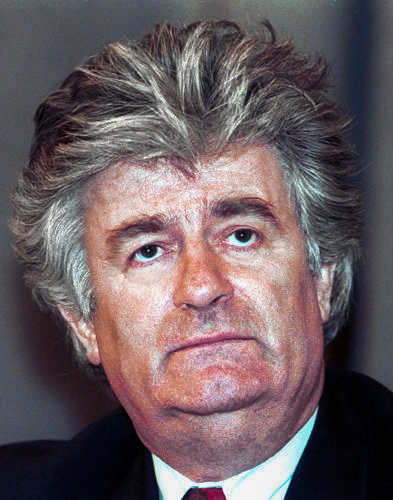
Radovan Karadžić, durante una visita a Moscú en 1994.

El Ejército Popular Yugoslavo (Jugoslovenska narodna armija, JNA) dejó oficialmente Bosnia y Herzegovina el 12 de mayo de 1992, poco después de la independencia, declarada en abril. Sin embargo, la mayor parte de la cadena de mando, armamento, y el personal militar de mayor rango, incluido el general Ratko Mladić, permanecieron en Bosnia y Herzegovina en el Ejército de la República Srpska (Vojska Republike Srpske, VRS). Los croatas organizaron una formación defensiva militar propia llamada el Consejo Croata de Defensa (Hrvatsko Vijeće Obrane, HVO) como fuerzas armadas de la autoproclamada Herzeg-Bosnia, y las Fuerzas Croatas de Defensa (Hrvatske Obranbene Snage, HOS). La mayoría de los bosnios se organizaron en el Ejército de la República Bosnia-Herzegovina (Republike Armija Bosne i Hercegovine, ARBiH). Este ejército tiene un buen número de no bosnios (alrededor del 25 %), especialmente en el 1.er Cuerpo en Sarajevo. El comandante adjunto del Ejército bosnio, el general Jovan Divjak fue la más alta jerarquía de etnia serbia en el ejército bosnio. El general Stjepan Šiber, de etnia croata fue el segundo comandante adjunto. El presidente Alija Izetbegović también nombró al coronel Blaž Kraljević, comandante del Consejo Croata de Defensa en Herzegovina, como miembro del cuartel general del Ejército bosnio, siete días antes de su asesinato, con el fin de reunir un frente multiétnico bosnio de defensa.
Varias fueron las unidades paramilitares que operaron en la guerra de Bosnia: los serbios Águilas Blancas (Beli Orlovi), los Tigres de Arkan, la Guardia Serbia de Voluntarios (Srpska Dobrovoljačka Garda), los bosnios Liga Patriótica (Patriotska Liga) y los Boinas Verdes del Ejército de Bosnia y Herzegovina (Zelene Beretke) y los croatas de las Fuerzas de Defensa Croata (Hrvatske Obrambene Snage). Los paramilitares serbios y croatas que participaron voluntarios recibían el apoyo de partidos políticos nacionalistas en esos países. Existen denuncias sobre la participación de la policía secreta serbia y croata en el conflicto. Los serbios recibieron el apoyo de combatientes eslavos cristianos de otros países, entre ellos Rusia. Los voluntarios griegos fueron acusados de tomar parte en la masacre de Srebrenica, pues colocaron la bandera de Grecia en Srebrenica, cuando la ciudad cayó ante los serbios.

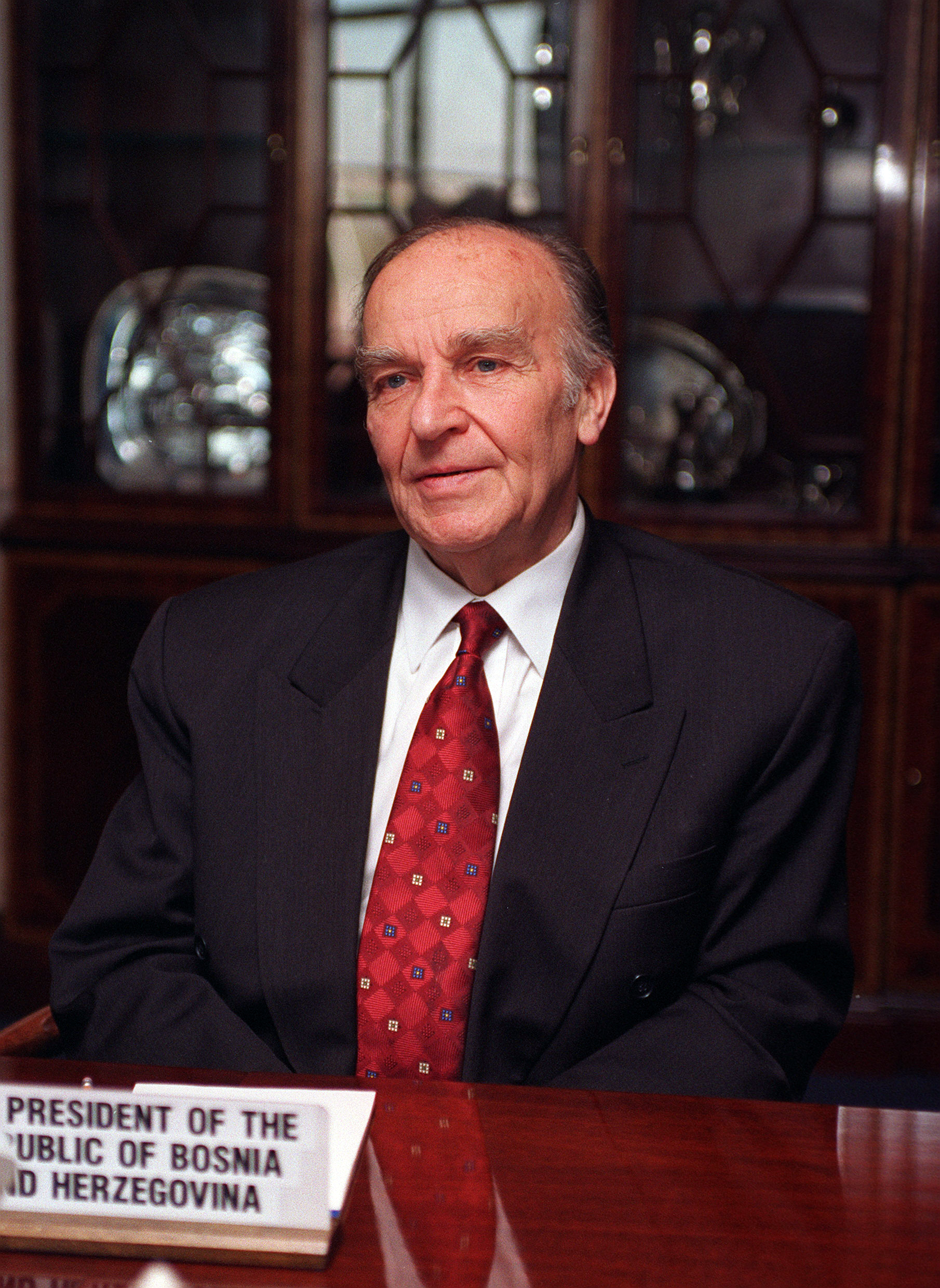
Alija Izetbegović durante su visita a los Estados Unidos en 1997.

Los bosnios recibieron el apoyo de grupos islámicos comúnmente conocido como «guerreros santos» o Muyahidines. Hubo también varios cientos del Ejército de los Guardianes de la Revolución Islámica que ayudaron al Gobierno de Bosnia durante la guerra.
Inicialmente las fuerzas serbias, de extracción cristiana ortodoxa, atacaron a la población civil no serbia, de extracción musulmana, en Bosnia oriental. Una vez que las ciudades y los pueblos estaban asegurados, procedían a la expulsión de sus habitantes (limpieza étnica), que incluyó violaciones masivas y asesinatos. Los serbios tenían superioridad, a pesar de contar con menos mano de obra, debido al armamento que recibieron del Ejército Popular Yugoslavo y establecieron el control sobre la mayoría de las zonas donde eran mayoría relativa, además de zonas donde eran una minoría significativa, en las zonas rurales y regiones urbanas, excluyendo las grandes ciudades de Sarajevo y Mostar. Los dirigentes militares y políticos serbios, recibieron la mayoría de las acusaciones de crímenes de guerra ante el Tribunal Penal Internacional para la ex Yugoslavia (ICTY), muchos de los cuales fueron condenados después de la guerra en los juicios.
La mayor parte de la capital Sarajevo, estuvo permanentemente en manos de los bosnios, aunque el gobierno oficial de la República de Bosnia y Herzegovina siguió funcionando con relativa composición multiétnica. En los 44 meses del asedio, el terror contra Sarajevo y sus residentes varió en su intensidad, pero el objetivo siempre fue el mismo: infligir el mayor sufrimiento posible a los civiles a fin de obligar a las autoridades bosnias a aceptar las demandas de los serbios. El Ejército de la República Srpska rodeó la ciudad desplegando tropas y artillería en las colinas de los alrededores en lo que se llamó el sitio de Sarajevo y significó, durante casi 4 años, el sitio más largo en la historia de la guerra moderna.
Numerosos acuerdos de cese del fuego se firmaron pero se violaban una y otra vez cuando una de las partes consideraba que tenía desventaja. Las Naciones Unidas trataron de detener la guerra en varias ocasiones sin éxito y el promocionado plan de paz Vance-Owen, que pretendía dividir el país en tres zonas, tuvo poco impacto.

### Cronología

#### 1992

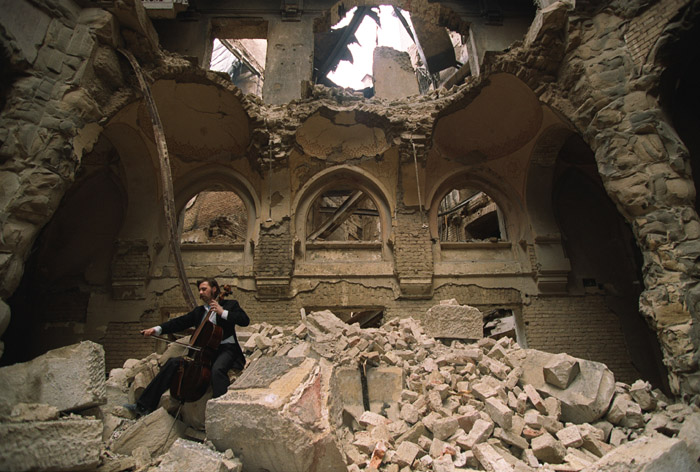
Vedran Smailović tocando en el edificio destruido de la Biblioteca Nacional de Sarajevo, en 1992. Foto de Mikhail Evstafiev.

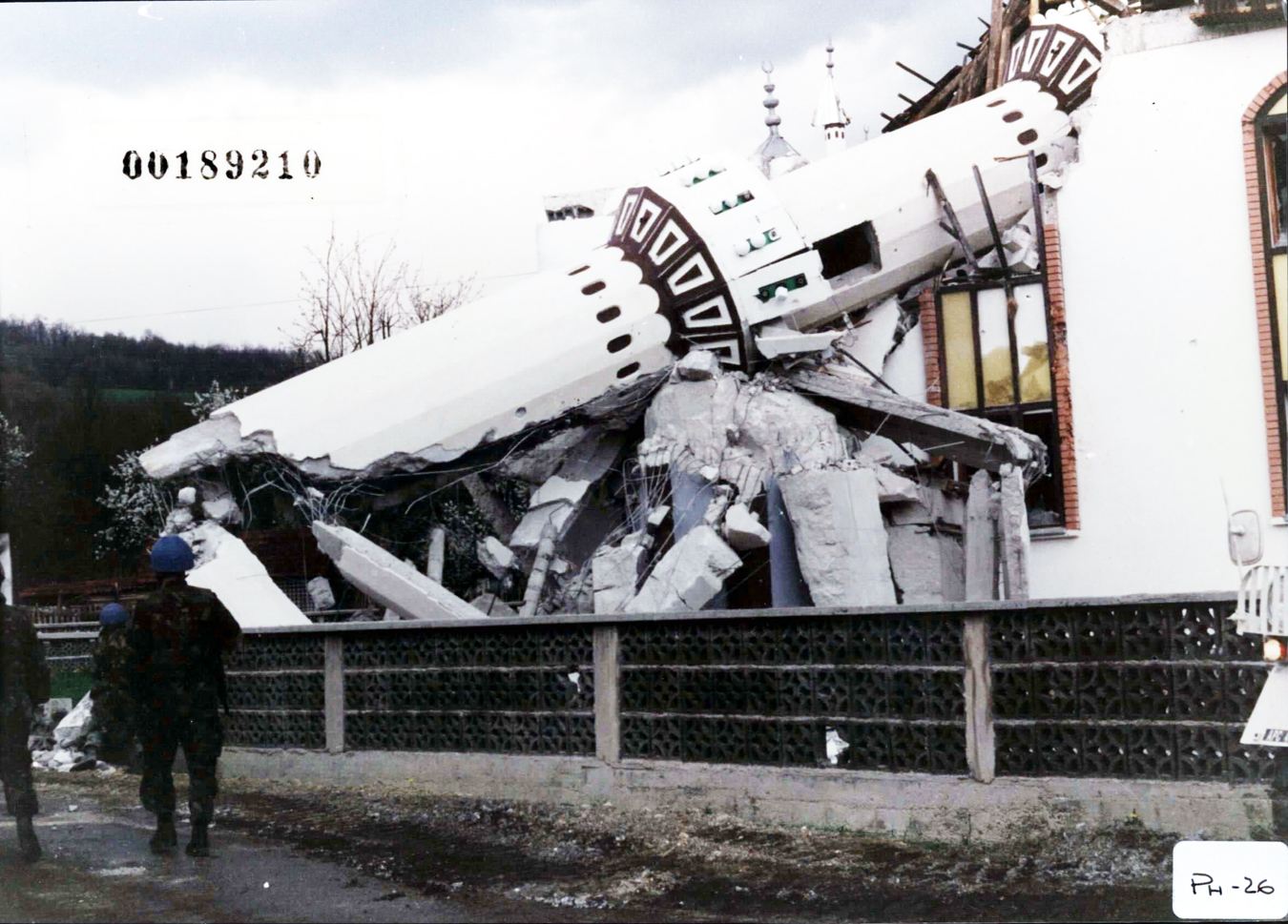
Soldados de la ONU observan el minarete de una mezquita, dinamitado por fuerzas del Consejo Croata de Defensa durante la Masacre de Ahmići (1993). Imagen cortesía del TPIY.

La primera víctima en Bosnia es otro punto de discordia entre serbios y bosnios. Los serbios consideran que fue Nikola Gardović, el padre de un novio que fue muerto en la procesión de una boda serbia dos días después del referéndum, el 1 de marzo de 1992 en el casco antiguo de Sarajevo. Bosnios y croatas mientras tanto consideran las primeras víctimas de la guerra, antes de la independencia, a unos civiles croatas asesinados por el JNA (luego transformado en Ejército de la República Srpska y Ejército de Serbia y Montenegro), en la aldea de Ravno, en septiembre de 1991. Los bosnios también consideran la primera persona víctima de la guerra a Suada Dilberović, que recibió un disparo durante una marcha de paz por pistoleros no identificados el 5 de abril desde un nido de francotiradores serbios en el hotel Holiday Inn de Sarajevo.
Estas actividades no estaban relacionadas aún con el comienzo de la guerra en el territorio de Bosnia y Herzegovina. El 30 de septiembre de 1991, el Ejército Popular Yugoslavo destruyó el pequeño pueblo de Ravno situado en Herzegovina, habitado por croatas, durante el transcurso del sitio de la ciudad de Dubrovnik, en Croacia. El 19 de septiembre, el JNA trasladó más tropas a la zona en torno a la ciudad de Mostar, lo que fue protestado públicamente por el gobierno local. El 13 de octubre de 1991 el futuro presidente de la República Srpska, Radovan Karadžić expresó su opinión sobre el futuro de Bosnia y los musulmanes bosnios, dejando claras sus intenciones de anexionarse todo el territorio posible.
Durante los meses de marzo, abril y mayo de 1992 se produjeron feroces ataques en el este de Bosnia, así como la parte noroeste del país. En marzo los ataques del VRS, junto con miembros del Segundo Comando Militar del antiguo Ejército Popular Yugoslavo, se llevaron a cabo en parte oriental del país con el objetivo de tomar posiciones estratégicamente pertinentes y llevar a cabo un bloqueo de comunicación e información. Estos ataques dieron lugar a un gran número de muertos y heridos civiles.
El JNA bajo control serbio fue capaz de tomar más del 70 % del país durante estos meses. Gran parte de esto se debe al hecho de que estaban mucho mejor armados y organizados que los bosnios y los fuerzas croatas de Bosnia. Los ataques también incluyeron las zonas de composición étnica mixta. Doboj, Foča, Rogatica, Vlasenica, Bratunac, Zvornik, Prijedor, Sanski Most, Kljuc, Brčko, Derventa, Modrica, Bosanska Krupa, Bosanski Brod, Bosanski Novi, Glamoc, Bosanski Petrovac, Cajnice, Bijeljina, Višegrad, así como zonas de Sarajevo son todas las zonas donde los serbios establecen el control y expulsan a bosnios y croatas. Tampoco las zonas más étnicamente homogéneas se salvaron de importantes combates, como Bania Luka, Bosanska Dubica, Bosanska Gradiska, Bileća, Gacko, Han Pijesak, Kalinovik, Nevesinje, Trebinje, Rudo, que vieron como sus poblaciones no serbias fueron expulsadas. Del mismo modo, las regiones de la zona central de Bosnia y Herzegovina (Sarajevo, Zenica, Maglaj, Zavidovići, Bugojno, Mostar, Konjic, etc.) vieron la huida de su población serbia, emigrando a zonas bajo control serbio de Bosnia y Herzegovina.
En junio de 1992, la UNPROFOR, que originalmente se había desplegado en Croacia, prorrogó su mandato a Bosnia y Herzegovina, inicialmente para proteger el aeropuerto internacional de Sarajevo. En septiembre, el papel de la UNPROFOR se amplió con el fin de proteger la ayuda humanitaria y ayudar en la ejecución de las actividades de socorro en toda Bosnia y Herzegovina, así como ayuda en la protección de los refugiados civiles cuando fuera requerida por la Cruz Roja.
Las ciudades de Gornji Vakuf y Novi Travnik fueron atacadas por los croatas el 20 de junio de 1992, pero el intento fracasó. El acuerdo de Graz entre serbios y croatas causó una profunda división dentro de la comunidad croata y la separación del grupo, lo que condujo al conflicto con los bosnios. Uno de los principales dirigentes croatas, Blaž Kraljević, partidario de la unión, fue asesinado por soldados del HVO en agosto de 1992, lo que debilitó mucho el grupo moderado que esperaba mantener la alianza de croatas y bosnios.
En octubre de 1992, los serbios tomaron la ciudad de Jajce y expulsaron a la población croata y bosnia. La caída de la ciudad se debió en gran parte a la falta de cooperación bosnio-croata y el aumento de las tensiones, especialmente durante los últimos cuatro meses.

#### 1993
El 8 de enero de 1993 los serbios asesinan al diputado bosnio Hakija Turajlić después de detener el convoy de Naciones Unidas que lo trasladaba desde el aeropuerto. Los días 15 y 16 de mayo, el 96 % de los serbios votó a favor de rechazar el plan Vance-Owen. Tras el fracaso del plan de paz, que pretendía dividir el país en tres zonas étnicas, surgió un conflicto armado entre bosnios y croatas sobre el 30 por ciento de Bosnia que ocupaban. El plan de paz fue uno de los factores que condujeron a la escalada del conflicto, al evitar Lord Owen el diálogo con las autoridades croatas más moderadas (pro-Bosnia unificada) y negociar directamente con los elementos más extremos (que pretendían la separación).
Gran parte del año 1993 fue dominada por la guerra bosnio-croata que se hizo más grave en octubre de 1992, cuando las fuerzas croatas bosnias atacaron a la población civil en Prozor, quemando sus casas y matando a civiles. En enero de 1993 las fuerzas croatas de Gornji Vakuf atacaron de nuevo con el fin de conectar Bosnia Central con Herzegovina.
La limpieza étnica del Valle de Lašva, campaña contra los civiles bosnios prevista por los jefes políticos y militares de la Comunidad Croata de Herzeg-Bosnia de mayo de 1992 a marzo de 1993, fue a dar cumplimiento a los objetivos enunciados por nacionalistas croatas en noviembre de 1991. Los bosnios del Valle de Lašva fueron objeto de persecución por motivos políticos, raciales y religiosos, deliberadamente discriminados en el contexto de un ataque generalizado en la región a la población civil y sufrió asesinatos en masa, violaciones y retención en campamentos, así como la destrucción de sitios culturales y propiedades privadas, lo que desembocó en la masacre de Ahmići. Estos hechos fueron continuados a menudo por propaganda antibosnia, en particular en los municipios de Vitez, Busovača, Novi Travnik y Kiseljak.
La comunidad croata de Herzeg-Bosnia tomó el control de muchos gobiernos municipales y servicios en Herzegovina y eliminó o apresó a los líderes bosnios locales. Herzeg-Bosnia tomó el control de los medios de comunicación e impuso ideas y propaganda croata. Se introdujeron planes de estudios y el idioma croata en las escuelas. Muchos bosnios y serbios fueron retirados de posiciones en el gobierno y las empresas privadas; la ayuda humanitaria fue gestionada y distribuida a los bosnios y los serbios en desventaja, y los bosnios en general fueron cada vez más acosados.
La alianza bosnio-croata se mantuvo en algunas zonas de Bosnia, en particular en Bihać (noroeste de Bosnia) y Bosanska Posavina (norte), donde ambos estaban siendo muy castigados por las fuerzas serbias. Este conflicto provocó la creación de un mayor número de enclaves étnicos y un mayor derramamiento de sangre.
Mostar, fue también rodeado por las fuerzas croatas durante nueve meses, y gran parte de su ciudad histórica se vio gravemente destruida por los bombardeos incluyendo el famoso Stari Most (Puente Viejo).
El ARBiH lanzó una operación conocida como Neretva 93 contra el Consejo Croata de Defensa y las Fuerzas Croatas de Defensa en septiembre de 1993, con el objetivo de poner fin al sitio de Mostar y recuperar las zonas de Herzegovina que fueron incluidas en la autoproclamada República Croata de Herzeg-Bosnia. La operación fue detenida por las autoridades bosnias después de recibir la información sobre los incidentes contra civiles croatas y los prisioneros de guerra en las aldeas de Grabovica y Uzdol.
Algunos dirigentes croatas fueron juzgados por el TPIY por cargos como crímenes de lesa humanidad, violaciones graves de los Convenios de Ginebra y violaciones de las leyes o usos de la guerra. Dario Kordić, dirigente político de los croatas en Bosnia central fue declarado culpable de crímenes de lesa humanidad en Bosnia central, por la limpieza étnica llevada a cabo, y condenado a 25 años de prisión. El comandante bosnio Sefer Halilović fue acusado de un cargo de violación de las leyes y costumbres de la guerra sobre la base superior de la responsabilidad penal de los incidentes ocurridos durante Neretva 93 y declarado inocente.
En un intento de proteger a los civiles, el papel de la UNPROFOR se amplió en 1993 para proteger las "zonas seguras" que había declarado en torno a Sarajevo, Goražde, Srebrenica, Tuzla, Žepa y Bihać.

#### 1994
En 1994 la OTAN se decide a participar activamente, cuando el 28 de febrero sus aviones F-16 derribaron cuatro aviones serbios en Bosnia central (incidente de Bania Luka), que habían violado la zona de prohibición de vuelos de la ONU.
La guerra bosnio-croata terminó oficialmente el 23 de febrero de 1994, cuando el comandante del HVO, general Ante Roso y el comandante del Ejército bosnio, general Rasim Delić, firmaron un acuerdo de alto el fuego en Zagreb. En marzo de 1994 un acuerdo de paz mediado por los Estados Unidos entre los beligerantes croatas (representados por la República de Croacia) y la República de Bosnia y Herzegovina se firmó en Washington y Viena, conocido como Acuerdo de Washington. En virtud del acuerdo, la combinación de territorio controlado por los croatas de Bosnia y las fuerzas del Gobierno fue dividida en diez cantones autónomos, establecidos en la Federación de Bosnia y Herzegovina. Esto puso fin a la guerra entre croatas y bosnios, y redujo las partes beligerantes a dos.
La primera batalla abierta entre croatas y serbios, el HVO y el HOS contra el VRS, sucedió en Kupres, en Herzegovina Occidental. Los serbobosnios y el JNA contaban con unos 6000 hombres, tres o cuatro divisiones de artillería, un batallón blindado y el apoyo de la aviación contra unos 1500 bosniocroatas de Kupres. Los (por aquel entonces) poco armados bosniocroatas pierden esa batalla que tendrá su segunda parte en el 1995 con distinto desenlace.
Los bosniocroatas y bosnios enrolados en el HVO y sobre todo en el HOS —con la lección aprendida de Ravno y con las armas conseguidas desde Croacia— serán la primera fuerza que consigue ganar la primera batalla no encubierta contra los serbios —la primera batalla de Mostar— consiguiendo expulsarles de la parte ocupada de Mostar Oriental.
Después del golpe de Mate Boban, y la caída inexplicable del norte de Bosnia y la ciudad de Jajce, el HVO ya no quiere entrar en conflicto con los serbios. Sin embargo, el HOS sigue fiel al gobierno bosnio de Sarajevo- esto llevará a un conflicto interno entre los bosniocroatas y el atentado posterior sobre su líder Blaz Kraljevic.

#### 1995
La guerra continuó durante la mayor parte de 1995. Ese año los serbobosnios comenzaron una campaña sistemática de ataques a zonas seguras, lo que puso a las fuerzas de la ONU en su contra. Esto, unido a la mejor preparación y resultados de la alianza bosnio-croata, redujo las opciones de victoria de Karadzic.
En julio de 1995, las tropas serbias del general Ratko Mladić, ocuparon la "zona segura", controlada por UNPROFOR, de Srebrenica en el este de Bosnia, donde alrededor de 8000 civiles bosnios fueron asesinados, en la conocida masacre de Srebrenica. La mayoría de las mujeres fueron expulsadas a territorio bosnios y algunas asesinadas y violadas. El TPIY calificó este suceso como genocidio en el caso contra Radislav Krstić.
De acuerdo con el acuerdo bosnio-croata, las fuerzas croatas operaron en el oeste de Bosnia (Operación Verano'95), y a principios de agosto lanzaron la Operación Tormenta, haciéndose cargo de la República Serbia de Krajina en Croacia, que trajo consigo una nueva limpieza étnica, en este caso de serbios. Con ello, la alianza bosnio-croata ganó la iniciativa en la guerra, obteniendo gran parte de Bosnia occidental de los serbios en varias operaciones, entre ellas la Operación Mistral y la Operación Sana. Estas fuerzas llegaron a amenazar la capital serbia de Bosnia Bania Luka gracias a un ataque terrestre directo.
La artillería serbia que sitiaba Sarajevo llevó a cabo la masacre del mercado de Markale, y la OTAN respondió con el inicio de la Operación Deliberate Force, ampliando los ataques aéreos contra infraestructuras y unidades serbobosnias en septiembre.
En ese momento, la comunidad internacional presionó a Milosevic, Izetbegovic y Tuđman a la mesa de negociación y, finalmente, la guerra terminó con los Acuerdos de Dayton firmados el 21 de noviembre de 1995. La versión final del acuerdo de paz fue firmada el 14 de diciembre de 1995, en París.

## Bajas
El número de muertos tras la guerra fue inicialmente estimado en alrededor de 200 000 por el gobierno bosnio. También se registraron alrededor de 1 326 000 refugiados y exiliados.
La investigación realizada por Tibeau y Bijak en 2004 determinó una serie de 102 000 muertes y estimó el siguiente desglose: 55 261 eran civiles y 47 360, soldados. De los civiles: 16 700 eran serbios, mientras que 38 000 fueron bosnios y croatas. De los soldados, 14 000 fueron los serbios, los croatas fueron 6000, y los bosnios 28 000.
Otra investigación fue llevada a cabo por el Centro de Investigación y Documentación de Sarajevo (RDC), basada en la creación de listas y bases de datos, en lugar de proporcionar estimaciones. Estudios demográficos del TPIY en la Unidad de La Haya, proporcionan un número similar de muertos, pero un tanto diferente en distribución étnica. A partir de octubre de 2006, el recuento del número de víctimas ha llegado a 97 884. Otras investigaciones siguen en curso.
El 21 de junio de 2007, el Centro de Investigación y Documentación de Sarajevo publicó la más amplia investigación sobre las bajas de la guerra de Bosnia-Herzegovina titulado El libro bosnio de los Muertos —una base de datos que revela 97 207 nombres de ciudadanos muertos y desaparecidos durante la guerra de 1992-1995—. Un equipo internacional de expertos evaluó los resultados antes de que fueran publicados. Más de 240 000 bases de datos han sido recogidas, tratadas, estudiadas y evaluadas por el equipo internacional de expertos con el fin de obtener el número final de más de 97 000 nombres de víctimas, pertenecientes a todas las nacionalidades. De las 97 207 muertes documentadas en Bosnia-Herzegovina, el 83 por ciento de las víctimas civiles fueron bosnios, el 10 % de las víctimas civiles fueron serbios y más de 5 % de las víctimas civiles fueron croatas, seguido por un pequeño número de otros, como albanés o romanís. El porcentaje de víctimas bosnios podría ser superior, pues hay supervivientes de Srebrenica que informaron de sus seres queridos como soldados para acceder a los servicios sociales y otros beneficios del gobierno. La cifra total de muertos podría aumentar hasta un máximo de otros 10 000 para todo el país debido a las investigaciones en curso.
Las grandes discrepancias en todas estas estimaciones son por lo general debido a la contradicción de las definiciones de lo que pueden ser considerados víctimas de la guerra. Algunas investigaciones calculan solamente víctimas directas de la actividad militar, mientras que otros calculan también víctimas indirectas, como los que murieron como consecuencia de las duras condiciones de vida, hambre, frío, enfermedades u otros accidentes causados indirectamente por la guerra. También se utilizaron cifras más altas cuando muchas de las víctimas se enumeraron dos o tres veces, tanto en civiles como en militares, además de que poco o nada de comunicación y coordinación puede haber entre estas listas en condiciones de guerra. La manipulación con los números es hoy día muy utilizada por el revisionismo histórico para cambiar el carácter y el alcance de la guerra en Bosnia y Herzegovina. Sin embargo, la mayoría de estudios independientes no han sido acreditados por ninguno de los gobiernos involucrados en el conflicto y no hay resultados oficiales que sean aceptables para todas las partes.
No debe ser olvidado que también hubo bajas significativas por parte de tropas internacionales en Bosnia y Herzegovina. Unos 320 soldados de UNPROFOR murieron durante este conflicto.

## Crímenes de guerra

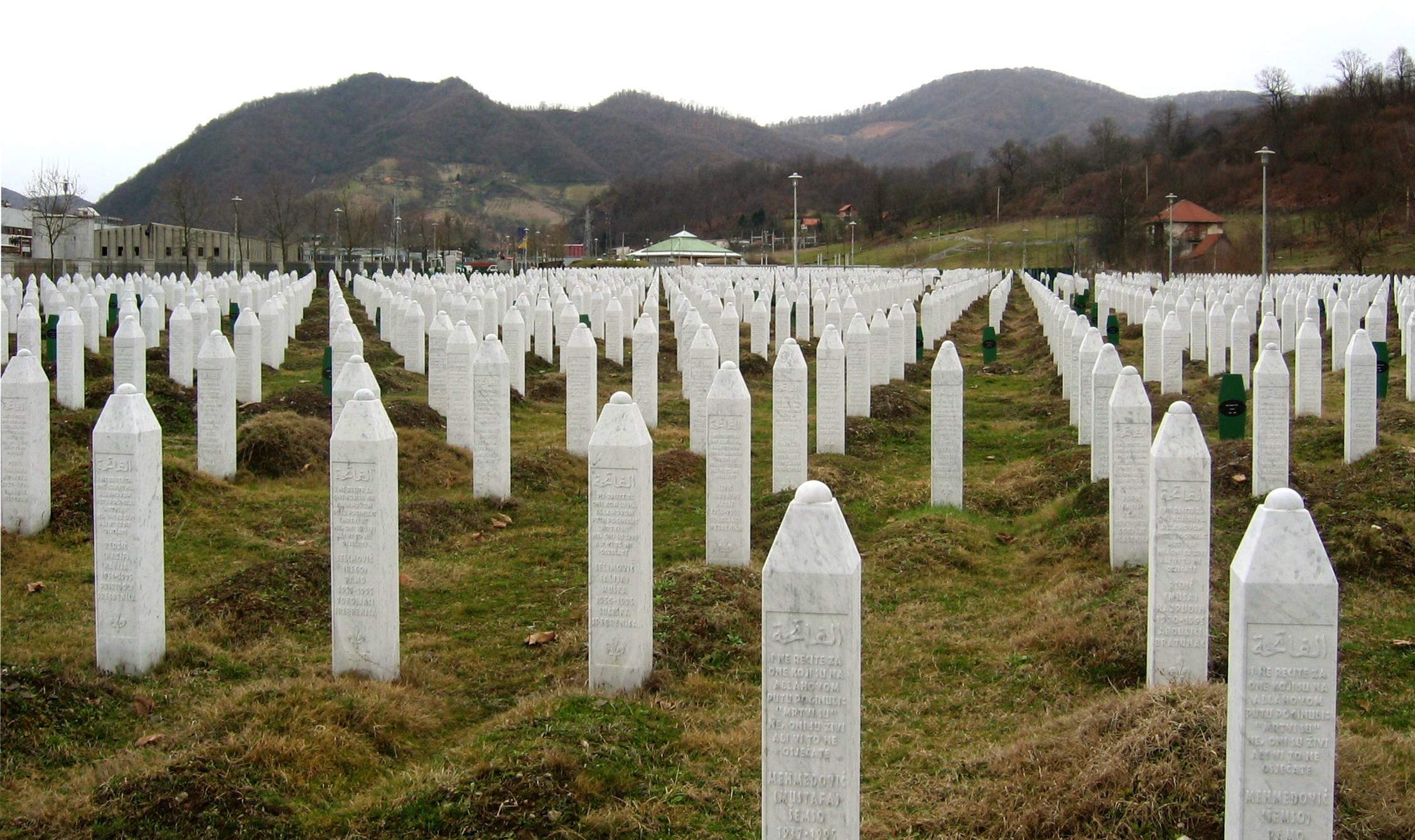
El cementerio en el Memorial de Srebrenica-Potočari y a las Víctimas del Genocidio.

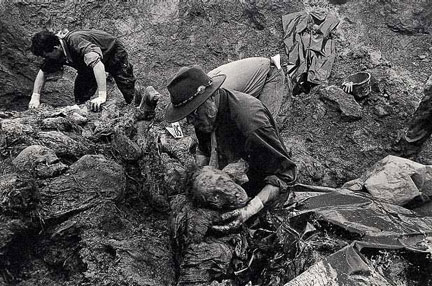
Exhumaciones de Srebrenica en 1996.

### Limpieza étnica
La limpieza étnica fue un fenómeno común en la guerra. Por lo general, esto implicaba la intimidación, la expulsión forzosa o asesinato de la etnia indeseada, así como la destrucción de los vestigios físicos del grupo étnico, como los lugares de culto, cementerios y edificios culturales e históricos. De acuerdo con numerosos fallos del Tribunal Penal Internacional para la ex Yugoslavia, las fuerzas serbias y croatas realizaron limpieza étnica en sus territorios, planificadas por sus líderes políticos con el fin de crear estados étnicamente puros (República Srpska y República Croata de Herzeg-Bosnia). Por otra parte, las fuerzas serbias cometieron la masacre de Srebrenica al final de la guerra, calificada por el Tribunal como genocidio. Asimismo, fuerzas bosnias —sobre todo paramilitares llegados de países árabes, muyahidines— llevaron a cabo también limpieza étnica en aldeas de mayoría serbia.

### Violaciones masivas y sistemáticas
Durante la guerra de Bosnia, se realizaron abusos sexuales de niñas y mujeres que más tarde se conocerían como fenómeno de violaciones en masa. Entre 20 000 y 44 000 mujeres musulmanas fueron sistemáticamente violadas por las fuerzas serbias cristianas. Estos hechos fueron realizados en Bosnia oriental, durante las masacres de Foca, y en Grbavica durante el sitio de Sarajevo. Existe constancia de que también unidades bosnias realizaron esta práctica con mujeres serbias en Kamenica, Rogatica, Kukavice, Milići, Klisa, Zvornik y otras ciudades. Estos hechos no fueron juzgados por el Tribunal al considerarse aislados. Tras este conflicto la violación fue reconocida por primera vez como un arma de guerra empleada como herramienta de limpieza étnica y genocidio.

### Genocidio
Un juicio tuvo lugar ante la Corte Internacional de Justicia, a raíz de una demanda presentada en 1993 por Bosnia y Herzegovina contra Serbia y Montenegro acusándole de genocidio. La Corte Internacional de Justicia (CIJ), en su sentencia de 26 de febrero de 2007 determinó que Serbia no tuvo responsabilidad por el genocidio cometido por las fuerzas serbias de Bosnia en la masacre de Srebrenica en 1995. La CIJ llegó a la conclusión, sin embargo, de que Serbia no actuó para impedir la masacre de Srebrenica y no castigar a los considerados responsables, sobre todo al general Ratko Mladić y el primer ministro serbobosnio Radovan Karadžić. Ambos están acusados por el Tribunal Penal Internacional para la ex Yugoslavia de los cargos de crímenes de guerra y genocidio.
Los dos máximos responsables del genocidio fueron capturados por el gobierno de Serbia ante la presión de la comunidad internacional: el presidente de la República Srpska, Radovan Karadžić, el 21 de julio de 2008; y el Comandante en Jefe del ejército serbobosnio, Ratko Mladić, el 26 de mayo de 2011.

## Manipulación mediática

Imágenes del sitio de Sarajevo

El papel jugado por los medios de comunicación, principalmente la cobertura internacional, ha sido puesta en entredicho tras incurrir de forma recurrente en prácticas de desinformación, manipulación de datos y parcialidad manifiesta. Se ha denunciado que el tratamiento de los hechos acaecidos durante el sitio de Sarajevo por parte de algunos de los principales medios comunicación, pudo conducir a una escalada en el conflicto balcánico.[cita requerida]

### La masacre ante la panadería en Sarajevo
El escritor y periodista Michel Collon, en su libro Poker menteur, Les grandes puissances, la Yougoslavie et les prochaines guerres, ha denunciado la connivencia de los medios con las grandes potencias occidentales a la hora de justificar las distintas sanciones y embargos dictados durante la guerra de los Balcanes.
En el caso de la masacre ante la panadería, desgrana el comportamiento de los medios en cinco fases. En la primera detalla cómo «cada vez que las potencias occidentales se preparan para aumentar las medidas contra los serbios, sobreviene una masacre» que los medios ayudan a difundir con imágenes estremecedoras por todo el mundo. En la segunda y tercera fase, Collon muestra una serie de artículos de medios como la CBS, Le Monde o Le Soir, donde se reproduce la versión oficial, aquella que coloca a serbios como agresores y a bosnios como víctimas. En ningún caso se publica el informe de la ONU, en el que se exponen las sospechas de los cascos azules sobre la autoría de la masacre: «Ha habido sospechas de que fue el régimen de Alija Izetbegović por hacer que los medios estuvieran allí. La calle había sido cerrada, después abierta, se formó la cola ante la panadería y es entonces cuando se produjo la  explosión». En la fase siguiente se relata cómo, tres días después de la masacre, el Consejo de Seguridad de las Naciones Unidas decide paralizar todas las exportaciones e importaciones con Serbia y Montenegro. En la quinta y última fase se publica un desmentido de The Independent donde se aclara la verdad de los hechos: «Los responsables de las Naciones Unidas y los altos oficiales occidentales creen que algunas de las peores masacres de Sarajevo, especialmente la de las dieciséis personas que hacían cola ante la panadería, eran obra de musulmanes, principales defensores de la ciudad, y no de los sitiadores serbios. Se trataba de una maniobra con el fin de ganar la simpatía del mundo y forzar una intervención militar». Collon concluye que «a pesar de estos desmentidos, casi todos los medios occidentales continuaron hablado de la masacre cometida por los serbios».

## Mapas

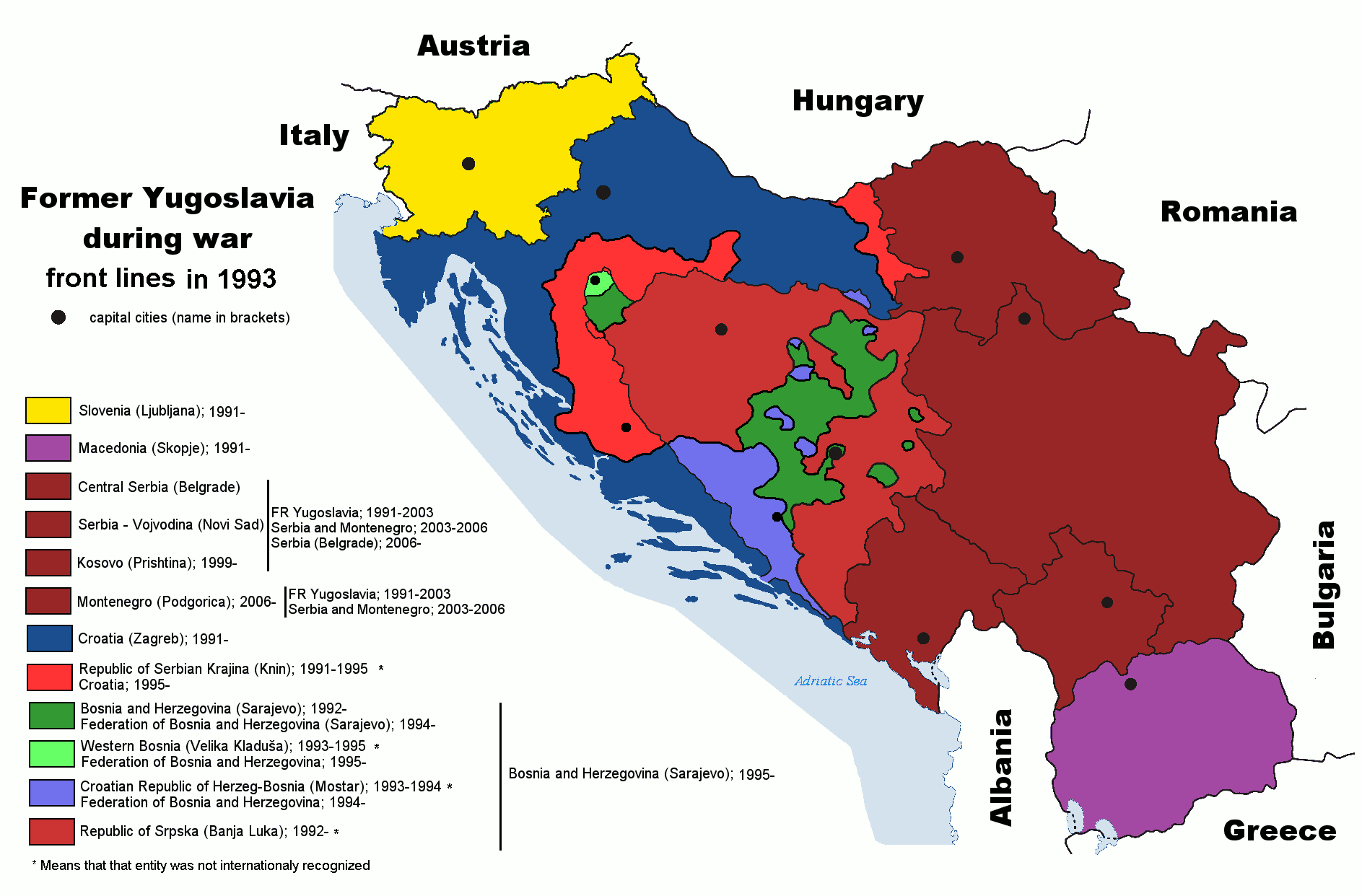
Antigua Yugoslavia durante la guerra.
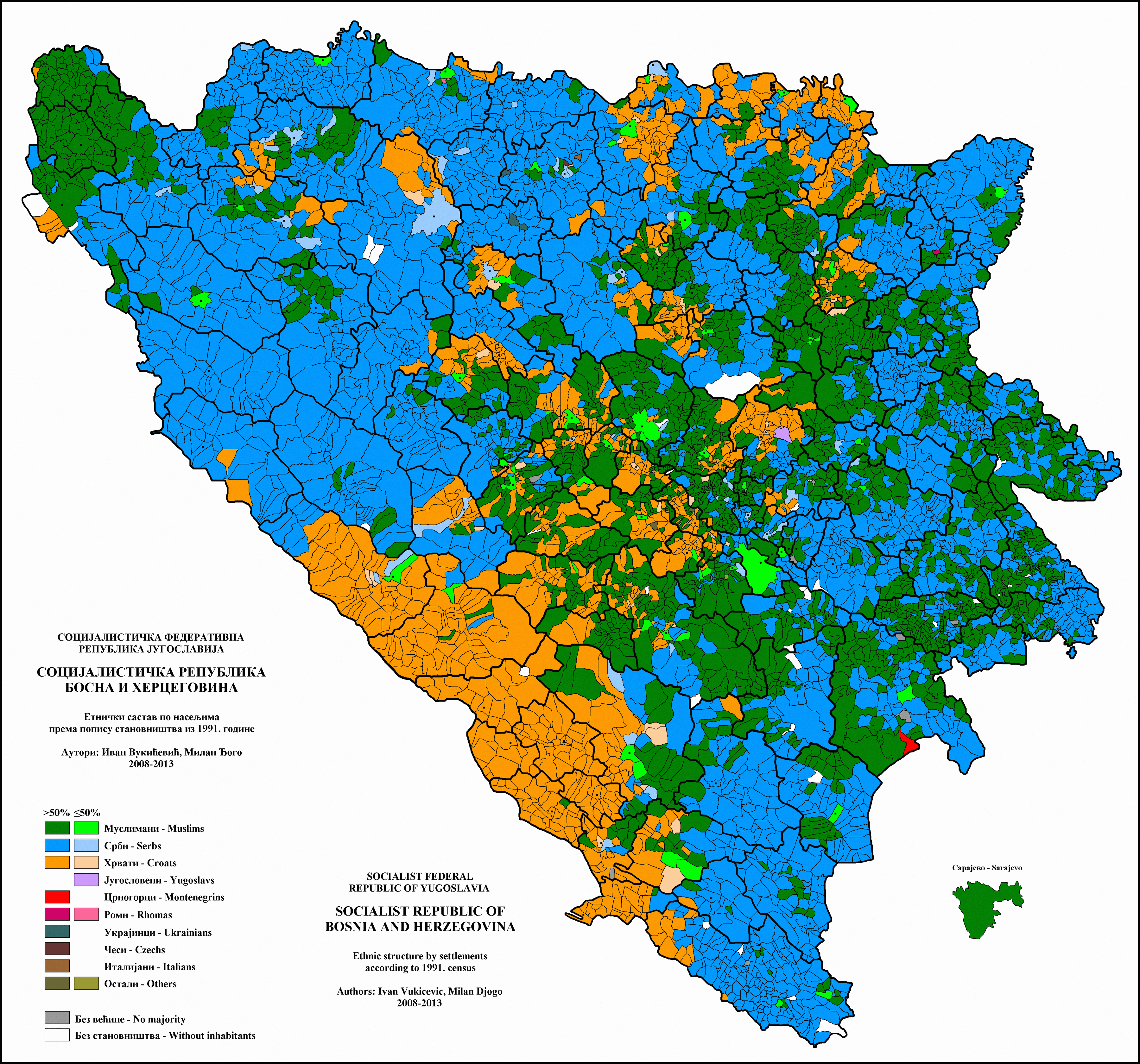
Composición étnica en 1991 por municipios.
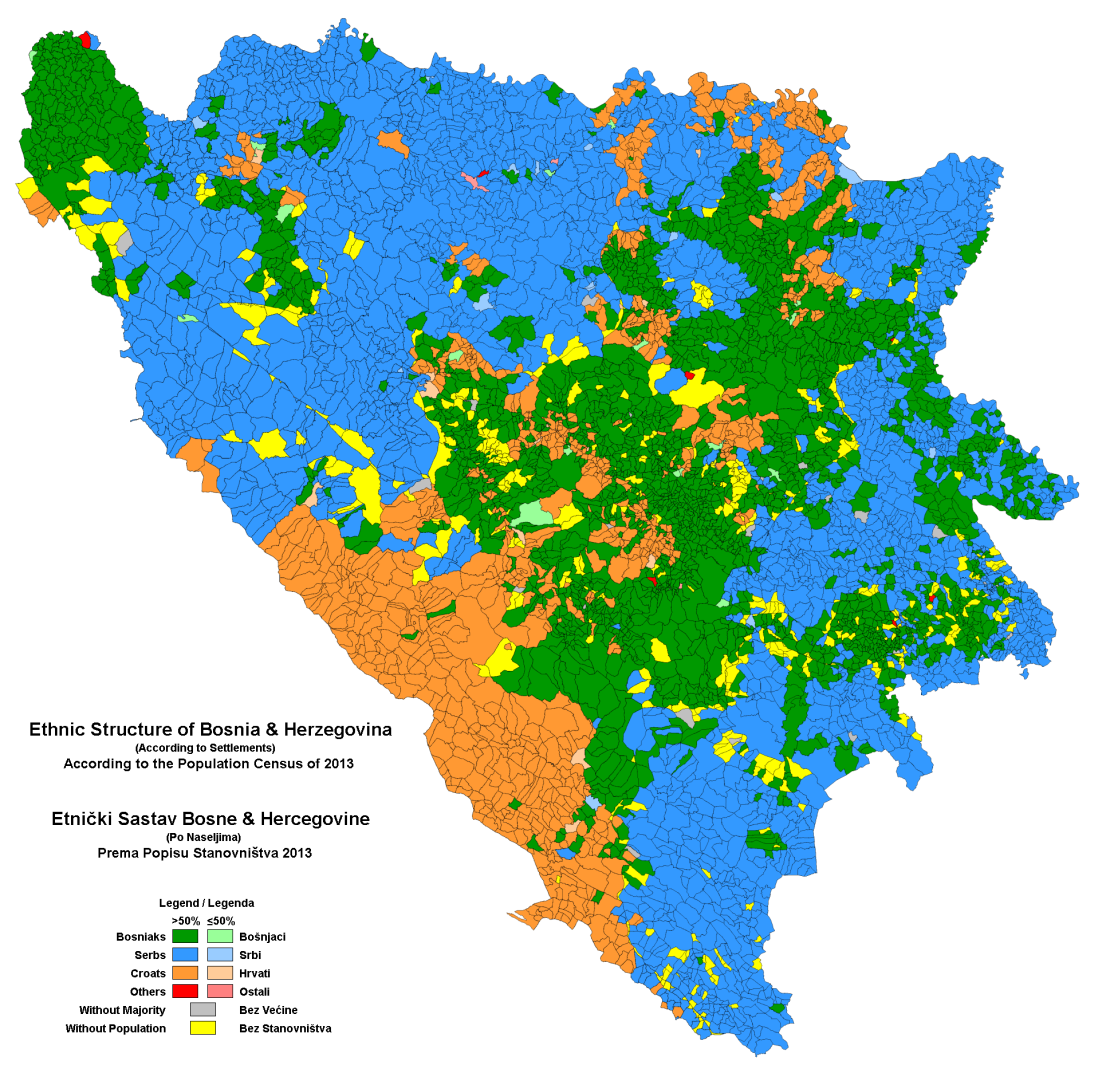
Composición étnica estimada en 2013.
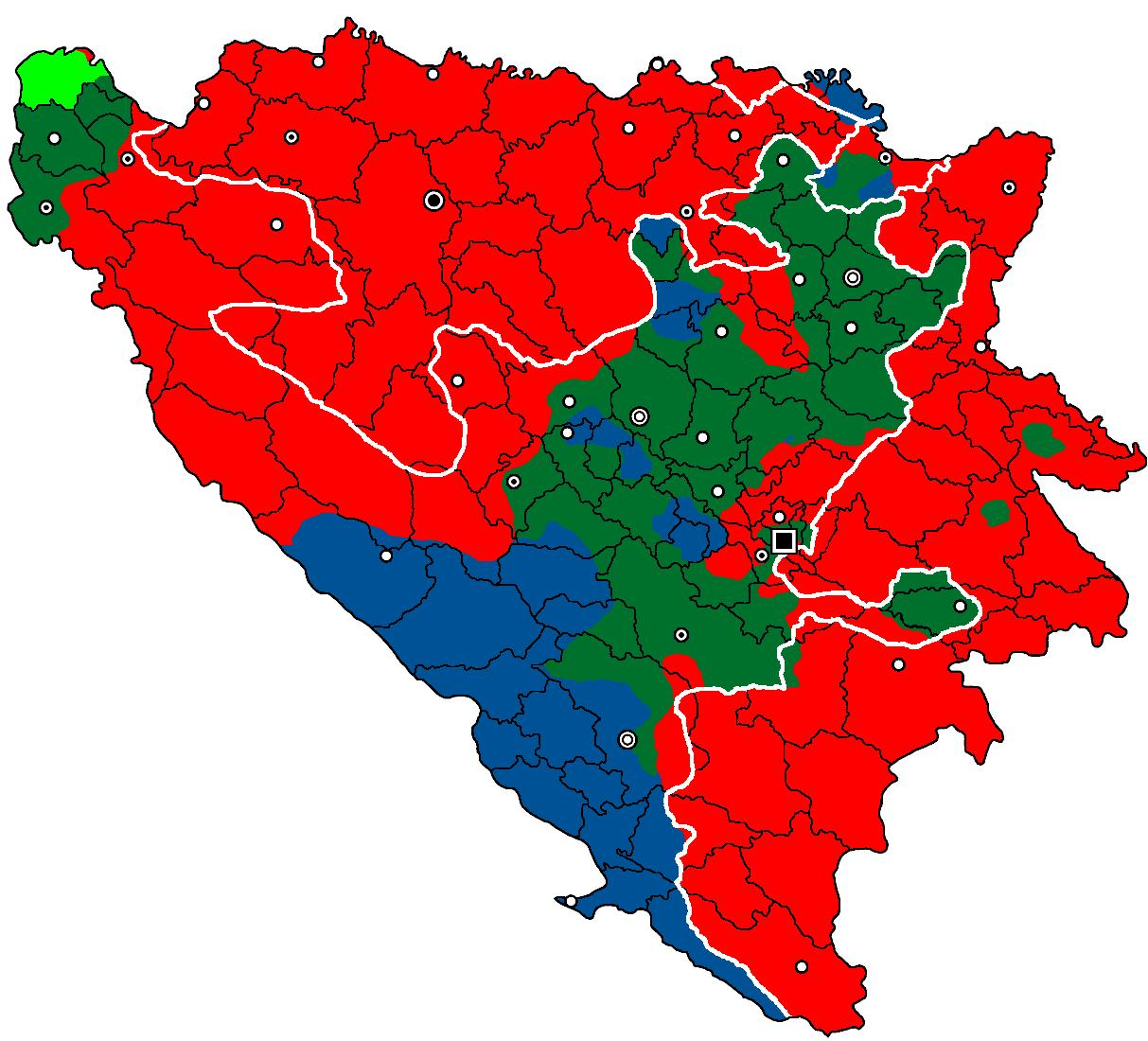
Líneas del frente en 1994, al finalizar el conflicto bosnio-croata y tras los Acuerdos de Washington.
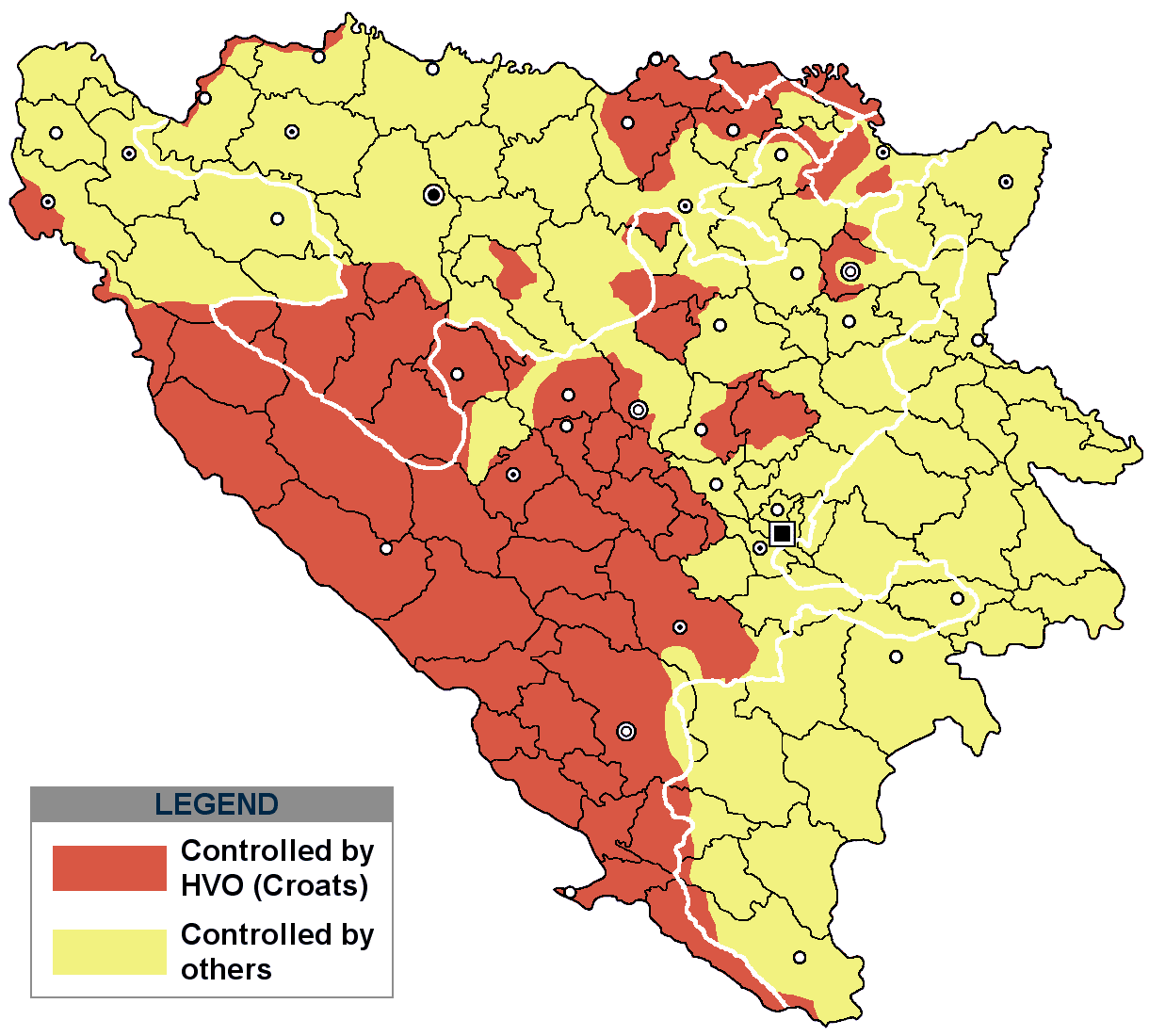
Máximo territorio controlado por los croatas durante la guerra.
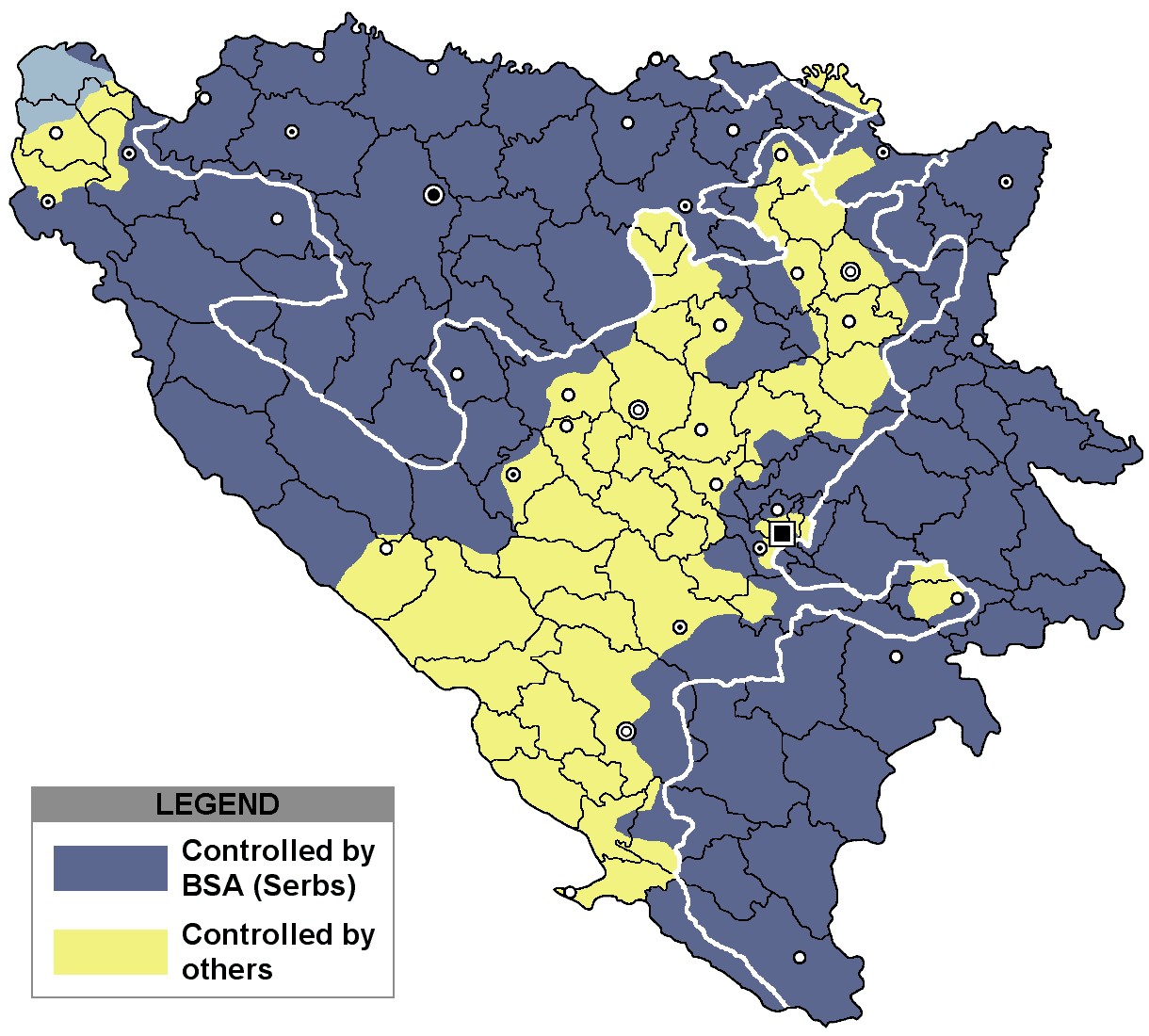
Máximo territorio controlado por los serbios durante la guerra.
Animación del control de varias repúblicas.

## En la literatura
La novela autobiográfica de Arturo Pérez-Reverte Territorio comanche está basada en su experiencia como corresponsal en la Guerra de Bosnia.